# Harry Potter: Hogwarts Mystery
Harry Potter: Hogwarts Mystery (укр. «Гаррі Поттер: таємниця Гоґвортсу») — це рольова відеогра 2018 року, розроблена Jam City. Дія гри розгортається у чарівному світі й заснована на романах про Гаррі Поттера, написаних Дж.К. Роулінг. «Таємниця Гоґвортсу» розповідає про персонажа, що потрапляє до вигаданої чарівної школи Гоґвортс, і розгортається перед подіями книг. Гра опублікована 25 квітня 2018 року для пристроїв Android і iOS. Багато акторів із серії фільмів «Гаррі Поттер» озвучили свої голоси для гри.
Гра отримала загалом негативні відгуки критиків. Рецензенти відзначили використання в грі чарівного світу позитивним, але багато хто дуже критикував наявні мікроплатежі, особливо ті, що стосувалися енергетичної системи в грі. Станом на червень 2022 року «Harry Potter: Hogwarts Mystery» зібрала приблизно 400 мільйонів доларів.

## Ігровий процес
«Гаррі Поттер: таємниця Гоґвортсу» — це рольова відеогра у всесвіті Гаррі Поттера, заснована на серії романів Джоан Роулінг. Дія розгортається у часи між народженням Гаррі Поттера та його вступом до Гоґвортської школи чарів і чаклунства. Сюжет заснований на подорожі персонажа гравця крізь шкільне життя. Він може відвідувати уроки магії, вивчати заклинання, битися з суперниками, зустрічатися з персонажами, грати в квідич і виконувати квести. Завдяки ігровій системі гравці обирають між певними варіянтами, що впливають на сюжет гри, хоча іноді вони блокуються, якщо статистика гравця недостатньо висока. Гравці можуть взаємодіяти з персонажами франшизи, такими як Албус Дамблдор , Рубеус Геґрід і Северус Снейп.
«Енергія» використовується для виконання завдань протягом усієї гри. Вона з часом відновлюється. Користувачі натискають на екран, щоб переміщати персонажа між місцями. Гравець також отримує різні рівні сміливості, емпатії та знань, роблячи свій вибір. Вищий рівень певного атрибута дозволяє обирати різні варіанти діалогу та взаємодіяти з іншими студентами та професорами.

## Сюжет

### Гоґвортс

#### 1 клас
Гравець — молода відьма чи чарівник, яка збирається відвідувати Гоґвортську школу чарів і чаклунства. Персонаж-гравець зустрічає Ровен Кханна, що розказує про чарівний світ. Завдяки розмові з Олівандером гравець дізнається, що його брат, Джейкоб, був виключений з Гоґвортсу за спробу відкрити «Прокляті сховища» — приховані місця, які, за чутками, існували в школі. Під час уроку із зіллів і настійок гравець отримує догану після того, як учениця на ім’я Мерула Снайд саботує котел. Вона веде персонажа в кімнату з пасткою диявола, великою та небезпечною рослиною, звідки йомут вдається вибратися. Після спостережень гравець та його компанія знаходять сховище, оточене льодом, але там вони потрапляють у крижану пастку, з якої успішно втікають, дізнавшись, що це було одне з проклятих сховищ, що вони так і не відчинили.

#### 2 клас
Під час другого року навчання Ровен Кханна та Білл Візлі зазнають атаки льодом, і потрапляють до медпункту. Згодом трійця відновлюється, відкриває прокляте сховище та перемагає крижаного лицаря, що захищає його. Там вона знаходить зламану чарівна паличку та книгу, обидві належать Джейкобу. Це натякає на те, що існують додаткові сховища на території Гоґвортсу.

#### 3 клас
Використовуючи минулі та деякі нові наводи, група знаходить двері в кімнату, в якій Джейкоб ховав свої таємнички. Це дало натяк на місцерозташування другого проклятого сховища, розміщене в закритій частині бібліотеки. У сховищі вони перемагають ховчика, що приймає форму Лорда Волдеморта. Використовуючи зламану чарівну паличку, знайдену в першому сховищі, гравець відкриває друге, де знаходить зламану стрілу та карту.

#### 4 клас
Відкривши два сховища, шкільний персонал запросив на допомогу професійну руйнівницю прокляття Патрицію Ракепік, щоб знайти, відкрити та нейтралізувати решту сховищ. Деякі студенти виявляються сновидами через третє сховище, що і є його прокляттям. Після того, як гравець заходить до нього, він знаходить маленький светр і портрет дракона.

#### 5 клас
Четверте прокляття запускається наступного року, коли студентів починають знаходи в пастках на портретах. Починається все з молодшої сестри Пенні Гейвуд, однієї з найближчих подруг персонажа гравця. Це робить його особливо налаштованим зруйнувати прокляття та прийняти наставництво Ракепік разом зі своїми друзями, щоб вивчити заклинання, які їм потрібно буде використовувати. Протягом цього року під час зустрічі з професорами Дамблдором і Снейпом персонажу гравця було сказано, що він є виманологом та почне навчатися контролювати та використовувати цю силу разом із блокологією. Відновивши портретний летиключ, персонаж гравця разом із трьома друзями, Мерулою та Ракепік, переміщуються в підземне сховище, де відбувається сутичка із угорська рогохвісткою. Персонаж, що відчинив двері за допомогою виманології, тепер не потрібний Ракепік, котра просто зраджує студентів, погрожує вбити їх, катує супутницю круціатусом, проте, врешті, роз'являється перш ніж гравець зупинить її. У наступній кімнаті компанія знаходить Джейкоба в пастці у портреті, якого персонаж звільняє, разом із цим знімаючи прокляття із учнів Гоґвортсу, що застрягали так само. Джейкоб роз'являється також, щоб піти за Ракепік, і група повертається до школи, використовуючи інший портретний летиключ, який вони знайшли у сховищі разом із тризубом русалій.

#### 6 клас
На шостому році розв’язується прокляття останнього сховища, яке перетворює кількох студентів і мадам Помфрі на камінь з такою ж текстурою, як тризуб русалій. Після того, як гравця заманили до Забороненого лісу листом, у якому писали про таємну зустріч Джейкобом, Ракепік бореться з друзями, а потім запускає вбивче закляття, яке вражає Ровен, що захищає Бена. Персонаж гравця разом зі своїм оточенням формує Коло Кханни, назване на честь Ровен, щоб допомогти притягнути злочинну організацію «Р», до якої входить Ракепік, до відповідальности й зняти прокляття скам’яніння. Підозрюючи, що останнє сховище знаходиться в озері, група робить мирну пропозицію русаліям, що потім показують їм вхід до сховища, де, торкнувшись скрині, персонаж гравця знову переживає свої найгірші моменти в нескінченному колі, доки його не звільнить друзі. Потім вони всі стикаються з Ракепік, що вступає в дуель із з персонажем гравця. Після перемоги над нею гравець отримує вибір між тим, чи передати Ракепік владі, чи ж запечатати її в сховищі, де вона знову й знову переживатиме свої найгірші моменти під прокляттям. Повернувшись до Гоґвортсу, вони виявляють, що прокляття скам’яніння знято, і святкують. Однак Мерула, яка була союзницею у Колі Кханни, приєднується до Р.

#### 7 клас
У сьомому класі студенти проходять стажування в Міністерстві магії та Лікарні Святого Мунґо. Гравець нейтралізує серію інцидентів, які за підозрами скоїли P, це дає йому прихильність Міністерства і Лікарні.
Мерула починає потайки протистояти P після того, як її подругу Ісмельду ранить вампус, який вирвався з ланцюга.
Після того, як Корі Хейден дізнається особу лідера P, Мерула її викрадає, щоб заманити персонажа. Коли гравець здійснює пошуки в Забороненому лісі з аврорами, він доторкається до летиключа й потрапляє до Верескливої халупи. Там знаходить Мерулу і Корі разом із директоркою, якою є тітка Мерули Верукка Бакторн-Снайд. Персонаж також зустрічає лідера P — давно втраченого батька Перегріна. Чоловік стверджує, що справжньою метою P є позбавити Міністерство магії від корупції, що Ракепік шахраювала й діяла заради власної вигоди. Він хоче сподіватися, що гравець зрештою працюватиме на P. Перегрін намагається поладнати зі своїми дітьми, але Джейкоб злий через те, що P залишила його в пастці портрета. Батько продовжує зустрічатися з персонажем, йому вдається переконати Джейкоба, пообіцявши помиритися з їхньою матір'ю і взяти участь в експерименті з контролю розума (використати зілля, зварене за рецептом із сувою японця Дая Рюзакі та Корони Мнеме).
Гравець прибуває до Верескливої халупи з другом, щоб спробувати забрати корону, але Перегрін ловить друга на місці, наполягає на тому, що він буде чудовими піддослідним. Джейкоб відчуває прокляття Затонулого Сховища, яке зіпсувало корону, намагається чинити опір, але ранить друга, перш ніж той знімає корону. Батько розчаровується і повідомляє, що має намір захопити Міністерство, змусивши їх страждати. Джейкоб іде проти нього і роз'являється до шкільних воріт разом із персонажем і другом, щоб доставити їх до лікарні.
Джейкоб з гравцем планують разом з Бакторн-Снайд відібрати амулет Рюзакі в Перегріна, сподіваючись, що ця річ проклинає його. Спроба не вдалася. Бакторн-Снайд вражає брата невідомим варіантом закляття кон’юнктивіту, яке робить його сліпим. Джейкоб і персонаж востаннє говорять із батьком, перш ніж дізнаються, що P збиралася увірватися до Гоґвортсу, щоб отримати дорослого виманолога.
Коло Кханни створює план поєдинку з P і зупинення їхнього входу. Гравець йде за батьком на віадук, де вони протистоять Бакторн-Снайд, яка тепер хоче вбити Перегріна, щоб отримати амулет. Бакторн-Снайд після того, як роззброює Перегріна і програє персонажу в дуелі, викликає Зложар, який починає переслідувати батька. Перегрін падає з віадука без його чарівної палички. Потім паличку заарештовують аврори, які також забирають решту P, яка тепер переможена. Дикозор Муді каже, що Перегрін не міг пережити падіння, співчуває гравцеві.

### За межами Гоґвортсу

#### Том 1
Невдовзі після випуску з Гоґвортсу та переїзду в квартиру персонаж влаштовується на роботу до ROCC (Відділ рідкісних, незрозумілих і заплутаних справ), секретного агентства, яке розслідує важкі для вирішення справи, передані Міністерством магії. Техаска Рубі Ханісакл — колега гравця, розслідує підроблені чеки й автографи на квідичних товарах, та імовірно гине в художній галереї від Зложару. Персонаж тоді відслідковує підроблені підписи відьми Епік, він намагається підійти до її будинку, проте потрапляє в засідку Рубі. Виявилося, що колега імітувала власну смерть, щоб захистити Епік — свою дівчину. Вона чекає біля квартири гравця на вирок Кресента Флампа — голови ROCC.

#### Том 2
Рубі призначають у справжнє магічне обслуговування (прикриття для агентів ROCC) у Міністерстві, вирішивши, що вона може бути їм корисною. Гравцеві доручають досліджувати прокляті місця.

## Розробка та випуск
«Гаррі Поттер: таємниця Гоґвортсу» була розроблена та опублікована компанією Jam City, що базується в Лос-Анджелесі. Гру ліцензували Portkey Games, видавничий лейбл, створений Warner Bros. Interactive Entertainment для створення ігор на основі Гаррі Поттера, де Hogwarts Mystery стала дебютною грою лейблу. Актори з серії фільмів про Гаррі Поттера, такі як Майкл Гембон, Меггі Сміт, Джемма Джонс, Саллі Мортемор, Ворік Девіс і Зої Вонамейкер, озвучують своїх персонажів із фільмів.
Гру було вперше анонсовано 18 січня 2018 року, а реліз на мобільних пристроях Android та iOS було заплановано на 25 квітня 2018 року. У випуску гри було представлено багато компонентів, які можна знайти в безкоштовних іграх, наприклад мікроплатежі, реакція на які в гравців була негативною, тому ціна багатьох із них була знижена.

## Оцінки й відгуки
| Агрегатор  | Оцінка |
| ---------- | ------ |
| Metacritic | 43/100 |

| Видання      | Оцінка              |
| ------------ | ------------------- |
| Gamezebo     | [ 13 ]              |
| IGN          | US: 3.5/10 ES: 4/10 |
| Pocket Gamer | [ 16 ]              |
| The Guardian | [ 17 ]              |

Згідно з вебсайтом рецензій Metacritic «Гаррі Поттер: Таємниця Гоґвортсу» була визнана «загалом несприятливою», отримавши середній бал 43 із 100 на основі відгуків 14 критиків. Марк Х’юітт з GameZebo високо оцінив концепцію мобільної гри про Гаррі Поттера та заявив, що вона «значною мірою виправдовує ажіотаж». Крістін Чан з App Advice прокоментувала, що Hogwarts Mystery є «гарним відображенням» світу, викладеного в «Гаррі Поттері», і похвалила гру за те, що вона дозволила їй «здійснити (її) мрії про Гоґвортс».
Однак часті спокуси платити реальні гроші за мікротранзакції в грі дуже критикували. Помітним прикладом, на який звернули увагу критики, була рання сцена, у якій гравця душить пастка диявола , під час якої його енергія негайно вичерпується; Так гравець повинен або почекати приблизно півгодини, поки енергія відновиться, або витратити реальні гроші, щоб отримати її негайно. Пізніше розробники захищали сцену в інтерв’ю та знехтували припущеннями щодо її суперечливого характеру. GameZebo зазначає, що гра занадто обмежує гравців через повільне відновлення енергії і потребує пришвидшення геймплею. Чан з App Advice сказала, що таймери та енергетична система «залишили кислий присмак у роті». Емілі Соуден з Pocket Gamer назвала використання механіки безкоштовної гри «божевільною» та описала цей досвід як «за платною стіною».
Гіта Джексон з Kotaku також прокоментувала використання в грі цих механізмів, сказавши, що «де гра дає збої, так це те, як вона реалізує елементи безкоштовної гри». Джексон навіть опитувала користувача, який просто почав писати фанфіки про Гаррі Поттера, бо що не міг грати в гру так часто, як хотів би. Девід Джаньо з IGN назвав це «жахливим», описавши мікротранзакції як «безкоштовні» та заявивши, що вони «активно заважали» йому насолоджуватися грою. Кеза Макдональд з Ґардіан називає Hogwarts Mystery «нудною грою з чудовою концепцією, у яку не можна грати через її надагресивну монетизацію».
Гра отримала нагороду як найкраща мобільна гра в жанрі наукової фантастики або фентезі під час Dragon Awards 2018. Вона була номінована на найкращу проривну гру під час Google Play Awards 2019, але програла Marvel Strike Force. До серпня 2018 року гра зібрала 55 мільйонів доларів. Станом на березень 2019 року він зібрав приблизно 110 мільйонів доларів США.

## Зовнішні посилання
- Офіційний сайт
- Harry Potter: Hogwarts Mystery на MobyGames (англ.)